# Élections municipales de 2014 dans le Haut-Rhin
Les élections municipales dans le Haut-Rhin se sont déroulées les  23 mars 2014 et 30 mars 2014.

## Maires sortants et maires élus
Le scrutin est marqué par une stabilité relative. La gauche perd cependant Guebwiller, Ingersheim et Thann face à l'UDI ainsi qu'Hégenheim face à la droite. Les communistes s'inclinent également à Staffelfelden face à un candidat divers gauche. La droite demeure majoritaire dans le département en conservant les deux plus grandes villes : Colmar et Mulhouse. Elle perd néanmoins Lutterbach face à EELV. L'UDI, malgré ses gains et son maintien dans ses possessions, se fait surprendre à Soultz face à la gauche.
| Commune                | Population | Maire sortant        | Parti | Parti | Maire élu             | Parti | Parti |
| ---------------------- | ---------- | -------------------- | ----- | ----- | --------------------- | ----- | ----- |
| Altkirch               | 5 761      | Jean-Luc Reitzer     |       | UMP   | Jean-Luc Reitzer      |       | UMP   |
| Bartenheim             | 3 746      | Jacques Ginther      |       | UMP   | Jacques Ginther       |       | UMP   |
| Blotzheim              | 4 172      | Jean-Paul Meyer      |       | DVD   | Jean-Paul Meyer       |       | DVD   |
| Bollwiller             | 3 618      | Richard Lasek        |       | DVG   | Jean-Paul Julien      |       | DVG   |
| Brunstatt              | 6 104      | Bernadette Groff     |       | UDI   | Bernadette Groff      |       | UDI   |
| Buhl                   | 3 265      | Fernand Doll         |       | UDI   | Fernand Doll          |       | UDI   |
| Cernay                 | 11 451     | Michel Sordi         |       | UMP   | Michel Sordi          |       | UMP   |
| Colmar                 | 67 409     | Gilbert Meyer        |       | UMP   | Gilbert Meyer         |       | UMP   |
| Ensisheim              | 7 292      | Michel Habig         |       | UMP   | Michel Habig          |       | UMP   |
| Guebwiller             | 11 517     | Denis Rebmann        |       | PS    | Francis Kleitz        |       | UDI   |
| Habsheim               | 4 865      | Gérard Lamy          |       | UDI   | Gilbert Fuchs         |       | UDI   |
| Hégenheim              | 3 193      | Patricia Schillinger |       | PS    | Thomas Zeller         |       | DVD   |
| Horbourg-Wihr          | 5 108      | Robert Blatz         |       | DVD   | Philippe Rogala       |       | DVD   |
| Huningue               | 6 760      | Jean-Marc Deichtmann |       | DVD   | Jean-Marc Deichtmann  |       | DVD   |
| Illzach                | 14 679     | Daniel Eckenspieller |       | UMP   | Jean-Luc Schildknecht |       | DVD   |
| Ingersheim             | 4 658      | Gérard Cronenberger  |       | DVG   | Mathieu Thomann       |       | UDI   |
| Issenheim              | 3 451      | Marc Jung            |       | DVD   | Marc Jung             |       | DVD   |
| Kembs                  | 4 634      | Gérard Kielwasser    |       | UMP   | Gérard Kielwasser     |       | UMP   |
| Kingersheim            | 12 955     | Joseph Spiegel       |       | PS    | Joseph Spiegel        |       | PS    |
| Lutterbach             | 6 118      | André Clad           |       | UMP   | Rémy Neumann          |       | EELV  |
| Masevaux               | 3 338      | Laurent Lerch        |       | UDI   | Laurent Lerch         |       | UDI   |
| Morschwiller-le-Bas    | 3 450      | Josiane Mehlen       |       | UDI   | Josiane Mehlen        |       | UDI   |
| Mulhouse               | 110 351    | Jean Rottner         |       | UMP   | Jean Rottner          |       | UMP   |
| Munster                | 4 864      | Pierre Dischinger    |       | DVD   | Pierre Dischinger     |       | DVD   |
| Orbey                  | 3 638      | Guy Jacquey          |       | DVD   | Guy Jacquey           |       | DVD   |
| Pfastatt               | 9 111      | Francis Hillmeyer    |       | UDI   | Francis Hillmeyer     |       | UDI   |
| Ribeauvillé            | 4 841      | Jean-Louis Christ    |       | UMP   | Jean-Louis Christ     |       | UMP   |
| Richwiller             | 3 521      | Vincent Hagenbach    |       | UDI   | Vincent Hagenbach     |       | UDI   |
| Riedisheim             | 12 180     | Monique Karr         |       | DVD   | Hubert Nemett         |       | DVD   |
| Rixheim                | 13 145     | Olivier Becht        |       | DVD   | Olivier Becht         |       | DVD   |
| Rouffach               | 4 537      | Jean-Pierre Toucas   |       | UMP   | Jean-Pierre Toucas    |       | UMP   |
| Saint-Louis            | 20 294     | Jean-Marie Zoellé    |       | DVD   | Jean-Marie Zoellé     |       | DVD   |
| Sainte-Marie-aux-Mines | 5 387      | Claude Abel          |       | DVD   | Claude Abel           |       | DVD   |
| Sausheim               | 5 463      | Daniel Bux           |       | DVD   | Daniel Bux            |       | DVD   |
| Sierentz               | 3 170      | Jean-Marie Belliard  |       | UMP   | Jean-Marie Belliard   |       | UMP   |
| Soultz                 | 7 238      | Thomas Birgaentzlé   |       | UDI   | Denis Meyer           |       | DVG   |
| Staffelfelden          | 3 683      | Stanislas Pilarz     |       | PCF   | Thierry Belloni       |       | DVG   |
| Thann                  | 7 930      | Jean-Pierre Baeumler |       | PS    | Romain Luttringer     |       | UDI   |
| Turckheim              | 3 731      | Jean-Marie Balduf    |       | UMP   | Jean-Marie Balduf     |       | UMP   |
| Village-Neuf           | 3 765      | Bernard Tritsch      |       | UDI   | Bernard Tritsch       |       | UDI   |
| Wintzenheim            | 7 573      | Serge Nicole         |       | DVD   | Serge Nicole          |       | DVD   |
| Wittelsheim            | 10 335     | Denis Riesemann      |       | UDI   | Yves Goepfert         |       | DVD   |
| Wittenheim             | 14 262     | Antoine Homé         |       | PS    | Antoine Homé          |       | PS    |

## Résultats dans les communes de plus de3 000 habitants

### Altkirch
- Maire sortant : Jean-Luc Reitzer (UMP)
- 29 sièges à pourvoir au conseil municipal (population légale 2011 : 5 761 habitants)
- 14 sièges à pourvoir au conseil communautaire (CC Sundgau)

|                          | Jean-Luc Reitzer * | DVD            | 1 433 | 66,37  | 24 | 12 |  |  |
|                          | Christophe Walch   | UDI            | 726   | 33,62  | 5  | 2  |  |  |
|                          |                    |                |       |        |    |    |  |  |
| Inscrits                 | Inscrits           | Inscrits       | 3 816 | 100,00 |    |    |  |  |
| Abstentions              | Abstentions        | Abstentions    | 1 533 | 40,17  |    |    |  |  |
| Votants                  | Votants            | Votants        | 2 283 | 59,83  |    |    |  |  |
| Blancs et nuls           | Blancs et nuls     | Blancs et nuls | 124   | 5,43   |    |    |  |  |
| Exprimés                 | Exprimés           | Exprimés       | 2 159 | 94,57  |    |    |  |  |
| * Liste du maire sortant |                    |                |       |        |    |    |  |  |

### Bartenheim
- Maire sortant : Jacques Ginther
- 27 sièges à pourvoir au conseil municipal (population légale 2011 : 3 746 habitants)
- 4 sièges à pourvoir au conseil communautaire (CA Saint-Louis Agglomération)

|                          | Jacques Ginther * | DVD            | 928   | 61,13  | 22 | 3 |  |  |
|                          | Lionel Mignan     | UDI            | 590   | 38,86  | 5  | 1 |  |  |
|                          |                   |                |       |        |    |   |  |  |
| Inscrits                 | Inscrits          | Inscrits       | 2 568 | 100,00 |    |   |  |  |
| Abstentions              | Abstentions       | Abstentions    | 992   | 38,63  |    |   |  |  |
| Votants                  | Votants           | Votants        | 1 576 | 61,37  |    |   |  |  |
| Blancs et nuls           | Blancs et nuls    | Blancs et nuls | 58    | 3,68   |    |   |  |  |
| Exprimés                 | Exprimés          | Exprimés       | 1 518 | 96,32  |    |   |  |  |
| * Liste du maire sortant |                   |                |       |        |    |   |  |  |

### Blotzheim
- Maire sortant : Jean-Paul Meyer
- 27 sièges à pourvoir au conseil municipal (population légale 2011 : 4 172 habitants)
- 4 sièges à pourvoir au conseil communautaire (CA Saint-Louis Agglomération)

|                          | Jean-Paul Meyer * | DVD            | 1 168 | 64,78  | 23 | 3 |  |  |
|                          | Philippe Peter    | DVD            | 635   | 35,21  | 4  | 1 |  |  |
|                          |                   |                |       |        |    |   |  |  |
| Inscrits                 | Inscrits          | Inscrits       | 3 027 | 100,00 |    |   |  |  |
| Abstentions              | Abstentions       | Abstentions    | 1 141 | 37,69  |    |   |  |  |
| Votants                  | Votants           | Votants        | 1 886 | 62,31  |    |   |  |  |
| Blancs et nuls           | Blancs et nuls    | Blancs et nuls | 83    | 4,40   |    |   |  |  |
| Exprimés                 | Exprimés          | Exprimés       | 1 803 | 95,60  |    |   |  |  |
| * Liste du maire sortant |                   |                |       |        |    |   |  |  |

### Bollwiller
- Maire sortant : Richard Lasek
- 27 sièges à pourvoir au conseil municipal (population légale 2011 : 3 618 habitants)
- 1 sièges à pourvoir au conseil communautaire (CA Mulhouse Alsace Agglomération)

|                | Jean-Paul Julien | DVG            | 972   | 57,07  | 21 | 1 |  |  |
|                | Jean-Luc Ginder  | UDI            | 731   | 42,92  | 6  |   |  |  |
|                |                  |                |       |        |    |   |  |  |
| Inscrits       | Inscrits         | Inscrits       | 2 908 | 100,00 |    |   |  |  |
| Abstentions    | Abstentions      | Abstentions    | 1 091 | 37,52  |    |   |  |  |
| Votants        | Votants          | Votants        | 1 817 | 62,48  |    |   |  |  |
| Blancs et nuls | Blancs et nuls   | Blancs et nuls | 114   | 6,27   |    |   |  |  |
| Exprimés       | Exprimés         | Exprimés       | 1 703 | 93,73  |    |   |  |  |

### Brunstatt
- Maire sortant : Bernadette Groff (UDI)
- 29 sièges à pourvoir au conseil municipal (population légale 2011 : 6 104 habitants)
- 2 sièges à pourvoir au conseil communautaire (CA Mulhouse Alsace Agglomération)

|                          | Bernadette Groff *    | UDI            | 2 037 | 75,66  | 26 | 2 |  |  |
|                          | Jean-François Wassler | DVD            | 655   | 24,33  | 3  |   |  |  |
|                          |                       |                |       |        |    |   |  |  |
| Inscrits                 | Inscrits              | Inscrits       | 4 882 | 100,00 |    |   |  |  |
| Abstentions              | Abstentions           | Abstentions    | 2 056 | 42,11  |    |   |  |  |
| Votants                  | Votants               | Votants        | 2 826 | 57,89  |    |   |  |  |
| Blancs et nuls           | Blancs et nuls        | Blancs et nuls | 134   | 4,74   |    |   |  |  |
| Exprimés                 | Exprimés              | Exprimés       | 2 692 | 95,26  |    |   |  |  |
| * Liste du maire sortant |                       |                |       |        |    |   |  |  |

### Buhl
- Maire sortant : Fernand Doll
- 23 sièges à pourvoir au conseil municipal (population légale 2011 : 3 265 habitants)
- 3 sièges à pourvoir au conseil communautaire (CC de la Région de Guebwiller)

| Tête de liste            | Tête de liste        | Liste          | Premier tour | Premier tour | Second tour | Second tour | Sièges | Sièges |
| Tête de liste            | Tête de liste        | Liste          | Voix         | %            | Voix        | %           | CM     | CC     |
| ------------------------ | -------------------- | -------------- | ------------ | ------------ | ----------- | ----------- | ------ | ------ |
|                          | Fernand Doll *       | UDI            | 619          | 43,83        | 751         | 51,82       | 18     | 2      |
|                          | Francis Kohler       | DVG            | 443          | 31,37        | 698         | 48,17       | 5      | 1      |
|                          | Jean-Richard Ringelé | DVG            | 350          | 24,78        |             |             |        |        |
|                          |                      |                |              |              |             |             |        |        |
| Inscrits                 | Inscrits             | Inscrits       | 2 390        | 100,00       | 2 390       | 100,00      |        |        |
| Abstentions              | Abstentions          | Abstentions    | 919          | 38,45        | 890         | 37,24       |        |        |
| Votants                  | Votants              | Votants        | 1 471        | 61,55        | 1 500       | 62,76       |        |        |
| Blancs et nuls           | Blancs et nuls       | Blancs et nuls | 59           | 4,01         | 51          | 3,40        |        |        |
| Exprimés                 | Exprimés             | Exprimés       | 1 412        | 95,99        | 1 449       | 96,60       |        |        |
| * Liste du maire sortant |                      |                |              |              |             |             |        |        |

### Cernay
- Maire sortant : Michel Sordi (UMP)
- 33 sièges à pourvoir au conseil municipal (population légale 2011 : 11 451 habitants)
- 15 sièges à pourvoir au conseil communautaire (CC de Thann-Cernay)

|                          | Michel Sordi *   | UMP            | 3 059 | 69,17  | 28 | 13 |  |  |
|                          | Christophe Meyer | UDI            | 1 363 | 30,82  | 5  | 2  |  |  |
|                          |                  |                |       |        |    |    |  |  |
| Inscrits                 | Inscrits         | Inscrits       | 7 915 | 100,00 |    |    |  |  |
| Abstentions              | Abstentions      | Abstentions    | 3 325 | 42,01  |    |    |  |  |
| Votants                  | Votants          | Votants        | 4 590 | 57,99  |    |    |  |  |
| Blancs et nuls           | Blancs et nuls   | Blancs et nuls | 168   | 3,66   |    |    |  |  |
| Exprimés                 | Exprimés         | Exprimés       | 4 422 | 96,34  |    |    |  |  |
| * Liste du maire sortant |                  |                |       |        |    |    |  |  |

### Colmar
- Maire sortant : Gilbert Meyer (UMP)
- 49 sièges à pourvoir au conseil municipal (population légale 2011 : 67 409 habitants)
- 22 sièges à pourvoir au conseil communautaire (CA Colmar Agglomération)

|                          | Gilbert Meyer *    | UMP-UDI        | 11 586 | 51,31  | 38 | 17 |  |  |
|                          | Bertrand Burger    | DVD            | 6 362  | 28,17  | 7  | 3  |  |  |
|                          | Frédéric Hilbert   | EELV           | 2 108  | 9,33   | 2  | 1  |  |  |
|                          | Victorine Valentin | PS             | 1 957  | 8,66   | 2  | 1  |  |  |
|                          | Gilles Schaffar    | LO             | 564    | 2,49   |    |    |  |  |
|                          |                    |                |        |        |    |    |  |  |
| Inscrits                 | Inscrits           | Inscrits       | 42 567 | 100,00 |    |    |  |  |
| Abstentions              | Abstentions        | Abstentions    | 19 315 | 45,38  |    |    |  |  |
| Votants                  | Votants            | Votants        | 23 252 | 54,62  |    |    |  |  |
| Blancs et nuls           | Blancs et nuls     | Blancs et nuls | 675    | 2,90   |    |    |  |  |
| Exprimés                 | Exprimés           | Exprimés       | 22 577 | 97,10  |    |    |  |  |
| * Liste du maire sortant |                    |                |        |        |    |    |  |  |

### Ensisheim
- Maire sortant : Michel Habig (UMP)
- 29 sièges à pourvoir au conseil municipal (population légale 2011 : 7 292 habitants)
- 9 sièges à pourvoir au conseil communautaire (CC du Centre Haut-Rhin)

| Tête de liste            | Tête de liste      | Liste          | Premier tour | Premier tour | Second tour | Second tour | Sièges | Sièges |
| Tête de liste            | Tête de liste      | Liste          | Voix         | %            | Voix        | %           | CM     | CC     |
| ------------------------ | ------------------ | -------------- | ------------ | ------------ | ----------- | ----------- | ------ | ------ |
|                          | Michel Habig *     | UDI            | 1 579        | 49,54        | 1 726       | 55,21       | 23     | 8      |
|                          | José Sanjuan       | FN             | 850          | 26,67        | 863         | 27,60       | 4      | 1      |
|                          | Catherine Hoffarth | DVG            | 606          | 19,01        | 537         | 17,17       | 2      |        |
|                          | Aimé Sense         | LO             | 152          | 4,76         |             |             |        |        |
|                          |                    |                |              |              |             |             |        |        |
| Inscrits                 | Inscrits           | Inscrits       | 5 591        | 100,00       | 5 591       | 100,00      |        |        |
| Abstentions              | Abstentions        | Abstentions    | 2 316        | 41,42        | 2 403       | 42,98       |        |        |
| Votants                  | Votants            | Votants        | 3 275        | 58,58        | 3 188       | 57,02       |        |        |
| Blancs et nuls           | Blancs et nuls     | Blancs et nuls | 88           | 2,69         | 62          | 1,94        |        |        |
| Exprimés                 | Exprimés           | Exprimés       | 3 187        | 97,31        | 3 126       | 98,06       |        |        |
| * Liste du maire sortant |                    |                |              |              |             |             |        |        |

### Guebwiller
- Maire sortant : Denis Rebmann (PS)
- 33 sièges à pourvoir au conseil municipal (population légale 2011 : 11 517 habitants)
- 9 sièges à pourvoir au conseil communautaire (CC de la Région de Guebwiller)

| Tête de liste            | Tête de liste   | Liste          | Premier tour | Premier tour | Second tour | Second tour | Sièges | Sièges |
| Tête de liste            | Tête de liste   | Liste          | Voix         | %            | Voix        | %           | CM     | CC     |
| ------------------------ | --------------- | -------------- | ------------ | ------------ | ----------- | ----------- | ------ | ------ |
|                          | Denis Rebmann * | DVG            | 1 414        | 31,96        | 2 326       | 49,78       | 8      | 2      |
|                          | Francis Kleitz  | UDI            | 1 295        | 29,27        | 2 346       | 50,21       | 25     | 7      |
|                          | William Pralong | UMP            | 844          | 19,08        |             |             |        |        |
|                          | Anne Dehestru   | UDI            | 516          | 11,66        |             |             |        |        |
|                          | Christian Haby  | DVG            | 354          | 8,00         |             |             |        |        |
|                          |                 |                |              |              |             |             |        |        |
| Inscrits                 | Inscrits        | Inscrits       | 7 956        | 100,00       | 7 956       | 100,00      |        |        |
| Abstentions              | Abstentions     | Abstentions    | 3 364        | 42,28        | 3 093       | 38,88       |        |        |
| Votants                  | Votants         | Votants        | 4 592        | 57,72        | 4 863       | 61,12       |        |        |
| Blancs et nuls           | Blancs et nuls  | Blancs et nuls | 169          | 3,68         | 191         | 3,93        |        |        |
| Exprimés                 | Exprimés        | Exprimés       | 4 423        | 96,32        | 4 672       | 96,07       |        |        |
| * Liste du maire sortant |                 |                |              |              |             |             |        |        |

### Habsheim
- Maire sortant : Gérard Lamy
- 27 sièges à pourvoir au conseil municipal (population légale 2011 : 4 865 habitants)
- 1 sièges à pourvoir au conseil communautaire (CA Mulhouse Alsace Agglomération)

|                | Gilbert Fuchs          | UDI            | 1 212 | 50,47  | 21 | 1 |  |  |
|                | Jean-Claude Niedergang | UDI            | 931   | 38,77  | 5  |   |  |  |
|                | Sylvain Abler          | UMP            | 258   | 10,74  | 1  |   |  |  |
|                |                        |                |       |        |    |   |  |  |
| Inscrits       | Inscrits               | Inscrits       | 3 836 | 100,00 |    |   |  |  |
| Abstentions    | Abstentions            | Abstentions    | 1 335 | 34,80  |    |   |  |  |
| Votants        | Votants                | Votants        | 2 501 | 65,20  |    |   |  |  |
| Blancs et nuls | Blancs et nuls         | Blancs et nuls | 100   | 4,00   |    |   |  |  |
| Exprimés       | Exprimés               | Exprimés       | 2 401 | 96,00  |    |   |  |  |

### Hégenheim
- Maire sortant : Patricia Schillinger
- 23 sièges à pourvoir au conseil municipal (population légale 2011 : 3 193 habitants)
- 3 sièges à pourvoir au conseil communautaire (CA Saint-Louis Agglomération)

|                          | Thomas Zeller          | DVD            | 841   | 62,57  | 19 | 2 |  |  |
|                          | Patricia Schillinger * | PS             | 503   | 37,42  | 4  | 1 |  |  |
|                          |                        |                |       |        |    |   |  |  |
| Inscrits                 | Inscrits               | Inscrits       | 2 134 | 100,00 |    |   |  |  |
| Abstentions              | Abstentions            | Abstentions    | 714   | 33,46  |    |   |  |  |
| Votants                  | Votants                | Votants        | 1 420 | 66,54  |    |   |  |  |
| Blancs et nuls           | Blancs et nuls         | Blancs et nuls | 76    | 5,35   |    |   |  |  |
| Exprimés                 | Exprimés               | Exprimés       | 1 344 | 94,65  |    |   |  |  |
| * Liste du maire sortant |                        |                |       |        |    |   |  |  |

### Horbourg-Wihr
- Maire sortant : Robert Blatz (SE)
- 29 sièges à pourvoir au conseil municipal (population légale 2011 : 5 108 habitants)
- 5 sièges à pourvoir au conseil communautaire (CA Colmar Agglomération)

|                | Philippe Rogala        | DVD            | 1 470 | 54,64  | 23 | 4 |  |  |
|                | Corinne Deiss Née Haag | UMP            | 1 220 | 45,35  | 6  | 1 |  |  |
|                |                        |                |       |        |    |   |  |  |
| Inscrits       | Inscrits               | Inscrits       | 4 294 | 100,00 |    |   |  |  |
| Abstentions    | Abstentions            | Abstentions    | 1 469 | 34,21  |    |   |  |  |
| Votants        | Votants                | Votants        | 2 825 | 65,79  |    |   |  |  |
| Blancs et nuls | Blancs et nuls         | Blancs et nuls | 135   | 4,78   |    |   |  |  |
| Exprimés       | Exprimés               | Exprimés       | 2 690 | 95,22  |    |   |  |  |

### Huningue
- Maire sortant : Jean-Marc Deichtmann (DVD)
- 29 sièges à pourvoir au conseil municipal (population légale 2011 : 6 760 habitants)
- 6 sièges à pourvoir au conseil communautaire (CA Saint-Louis Agglomération)

|                          | Jean-Marc Deichtmann * | DVD            | 1 577 | 70,24  | 25 | 5 |  |  |
|                          | Patrick Striby         | UDI            | 668   | 29,75  | 4  | 1 |  |  |
|                          |                        |                |       |        |    |   |  |  |
| Inscrits                 | Inscrits               | Inscrits       | 4 052 | 100,00 |    |   |  |  |
| Abstentions              | Abstentions            | Abstentions    | 1 713 | 42,28  |    |   |  |  |
| Votants                  | Votants                | Votants        | 2 339 | 57,72  |    |   |  |  |
| Blancs et nuls           | Blancs et nuls         | Blancs et nuls | 94    | 4,02   |    |   |  |  |
| Exprimés                 | Exprimés               | Exprimés       | 2 245 | 95,98  |    |   |  |  |
| * Liste du maire sortant |                        |                |       |        |    |   |  |  |

### Illzach
- Maire sortant : Daniel Eckenspieller (UMP)
- 33 sièges à pourvoir au conseil municipal (population légale 2011 : 14 679 habitants)
- 4 sièges à pourvoir au conseil communautaire (CA Mulhouse Alsace Agglomération)

|                | Jean-Luc Schildknecht | DVD            | 3 072 | 67,05  | 28 | 4 |  |  |
|                | Freddy Ciolek         | FN             | 1 509 | 32,94  | 5  |   |  |  |
|                |                       |                |       |        |    |   |  |  |
| Inscrits       | Inscrits              | Inscrits       | 9 211 | 100,00 |    |   |  |  |
| Abstentions    | Abstentions           | Abstentions    | 4 422 | 48,01  |    |   |  |  |
| Votants        | Votants               | Votants        | 4 789 | 51,99  |    |   |  |  |
| Blancs et nuls | Blancs et nuls        | Blancs et nuls | 208   | 4,34   |    |   |  |  |
| Exprimés       | Exprimés              | Exprimés       | 4 581 | 95,66  |    |   |  |  |

### Ingersheim
- Maire sortant : Gérard Cronenberger
- 27 sièges à pourvoir au conseil municipal (population légale 2011 : 4 658 habitants)
- 4 sièges à pourvoir au conseil communautaire (CA Colmar Agglomération)

|                | Mathieu Thomann | UDI-MoDem      | 1 304 | 65,00  | 23 | 3 |  |  |
|                | Michel Dietrich | UMP            | 702   | 34,99  | 4  | 1 |  |  |
|                |                 |                |       |        |    |   |  |  |
| Inscrits       | Inscrits        | Inscrits       | 3 299 | 100,00 |    |   |  |  |
| Abstentions    | Abstentions     | Abstentions    | 1 199 | 36,34  |    |   |  |  |
| Votants        | Votants         | Votants        | 2 100 | 63,66  |    |   |  |  |
| Blancs et nuls | Blancs et nuls  | Blancs et nuls | 94    | 4,48   |    |   |  |  |
| Exprimés       | Exprimés        | Exprimés       | 2 006 | 95,52  |    |   |  |  |

### Issenheim
- Maire sortant : Marc Jung
- 23 sièges à pourvoir au conseil municipal (population légale 2011 : 3 451 habitants)
- 3 sièges à pourvoir au conseil communautaire (CC de la Région de Guebwiller)

|                          | Marc Jung *    | DVD            | 881   | 100,00 | 23 | 3 |  |  |
|                          |                |                |       |        |    |   |  |  |
| Inscrits                 | Inscrits       | Inscrits       | 2 455 | 100,00 |    |   |  |  |
| Abstentions              | Abstentions    | Abstentions    | 1 302 | 53,03  |    |   |  |  |
| Votants                  | Votants        | Votants        | 1 153 | 46,97  |    |   |  |  |
| Blancs et nuls           | Blancs et nuls | Blancs et nuls | 272   | 23,59  |    |   |  |  |
| Exprimés                 | Exprimés       | Exprimés       | 881   | 76,41  |    |   |  |  |
| * Liste du maire sortant |                |                |       |        |    |   |  |  |

### Kembs
- Maire sortant : Gérard Kielwasser
- 27 sièges à pourvoir au conseil municipal (population légale 2011 : 4 634 habitants)
- 4 sièges à pourvoir au conseil communautaire (CA Saint-Louis Agglomération)

|                          | Gérard Kielwasser * | DVD            | 1 314 | 100,00 | 27 | 4 |  |  |
|                          |                     |                |       |        |    |   |  |  |
| Inscrits                 | Inscrits            | Inscrits       | 3 587 | 100,00 |    |   |  |  |
| Abstentions              | Abstentions         | Abstentions    | 2 034 | 56,70  |    |   |  |  |
| Votants                  | Votants             | Votants        | 1 553 | 43,30  |    |   |  |  |
| Blancs et nuls           | Blancs et nuls      | Blancs et nuls | 239   | 15,39  |    |   |  |  |
| Exprimés                 | Exprimés            | Exprimés       | 1 314 | 84,61  |    |   |  |  |
| * Liste du maire sortant |                     |                |       |        |    |   |  |  |

### Kingersheim
- Maire sortant : Joseph Spiegel (PS)
- 33 sièges à pourvoir au conseil municipal (population légale 2011 : 12 955 habitants)
- 4 sièges à pourvoir au conseil communautaire (CA Mulhouse Alsace Agglomération)

|                          | Jo Spiegel *    | DVG            | 3 048 | 59,15  | 27 | 3 |  |  |
|                          | Philippe Maupin | DVD            | 2 105 | 40,84  | 6  | 1 |  |  |
|                          |                 |                |       |        |    |   |  |  |
| Inscrits                 | Inscrits        | Inscrits       | 9 621 | 100,00 |    |   |  |  |
| Abstentions              | Abstentions     | Abstentions    | 4 234 | 44,01  |    |   |  |  |
| Votants                  | Votants         | Votants        | 5 387 | 55,99  |    |   |  |  |
| Blancs et nuls           | Blancs et nuls  | Blancs et nuls | 234   | 4,34   |    |   |  |  |
| Exprimés                 | Exprimés        | Exprimés       | 5 153 | 95,66  |    |   |  |  |
| * Liste du maire sortant |                 |                |       |        |    |   |  |  |

### Lutterbach
- Maire sortant : André Clad (DVD)
- 29 sièges à pourvoir au conseil municipal (population légale 2011 : 6 118 habitants)
- 2 sièges à pourvoir au conseil communautaire (CA Mulhouse Alsace Agglomération)

| Tête de liste  | Tête de liste   | Liste          | Premier tour | Premier tour | Second tour | Second tour | Sièges | Sièges |
| Tête de liste  | Tête de liste   | Liste          | Voix         | %            | Voix        | %           | CM     | CC     |
| -------------- | --------------- | -------------- | ------------ | ------------ | ----------- | ----------- | ------ | ------ |
|                | Rémy Neumann    | EELV           | 1 168        | 43,61        | 1 351       | 48,54       | 22     | 2      |
|                | Jean-Marie Nick | UDI            | 1 113        | 41,56        | 1 174       | 42,18       | 6      |        |
|                | Noël Millaire   | SE             | 397          | 14,82        | 258         | 9,27        | 1      |        |
|                |                 |                |              |              |             |             |        |        |
| Inscrits       | Inscrits        | Inscrits       | 4 572        | 100,00       | 4 571       | 100,00      |        |        |
| Abstentions    | Abstentions     | Abstentions    | 1 775        | 38,82        | 1 696       | 37,10       |        |        |
| Votants        | Votants         | Votants        | 2 797        | 61,18        | 2 875       | 62,90       |        |        |
| Blancs et nuls | Blancs et nuls  | Blancs et nuls | 119          | 4,25         | 92          | 3,20        |        |        |
| Exprimés       | Exprimés        | Exprimés       | 2 678        | 95,75        | 2 783       | 96,80       |        |        |

### Masevaux
- Maire sortant : Laurent Lerch
- 23 sièges à pourvoir au conseil municipal (population légale 2011 : 3 338 habitants)
- 7 sièges à pourvoir au conseil communautaire (CC de la Vallée de la Doller et du Soultzach)

|                          | Laurent Lerch * | UDI            | 1 241 | 100,00 | 23 | 7 |  |  |
|                          |                 |                |       |        |    |   |  |  |
| Inscrits                 | Inscrits        | Inscrits       | 2 530 | 100,00 |    |   |  |  |
| Abstentions              | Abstentions     | Abstentions    | 1 079 | 42,65  |    |   |  |  |
| Votants                  | Votants         | Votants        | 1 451 | 57,35  |    |   |  |  |
| Blancs et nuls           | Blancs et nuls  | Blancs et nuls | 210   | 14,47  |    |   |  |  |
| Exprimés                 | Exprimés        | Exprimés       | 1 241 | 85,53  |    |   |  |  |
| * Liste du maire sortant |                 |                |       |        |    |   |  |  |

### Morschwiller-le-Bas
- Maire sortant : Josiane Mehlen
- 23 sièges à pourvoir au conseil municipal (population légale 2011 : 3 450 habitants)
- 1 sièges à pourvoir au conseil communautaire (CA Mulhouse Alsace Agglomération)

|                          | Josiane Mehlen-Vetter * | UDI            | 1 256 | 100,00 | 23 | 1 |  |  |
|                          |                         |                |       |        |    |   |  |  |
| Inscrits                 | Inscrits                | Inscrits       | 2 724 | 100,00 |    |   |  |  |
| Abstentions              | Abstentions             | Abstentions    | 1 254 | 46,04  |    |   |  |  |
| Votants                  | Votants                 | Votants        | 1 470 | 53,96  |    |   |  |  |
| Blancs et nuls           | Blancs et nuls          | Blancs et nuls | 214   | 14,56  |    |   |  |  |
| Exprimés                 | Exprimés                | Exprimés       | 1 256 | 85,44  |    |   |  |  |
| * Liste du maire sortant |                         |                |       |        |    |   |  |  |

### Mulhouse
- Maire sortant : Jean Rottner (UMP)
- 55 sièges à pourvoir au conseil municipal (population légale 2011 : 110 351 habitants)
- 36 sièges à pourvoir au conseil communautaire (CA Mulhouse Alsace Agglomération)

| Tête de liste            | Tête de liste     | Liste             | Premier tour | Premier tour | Second tour | Second tour | Sièges | Sièges |
| Tête de liste            | Tête de liste     | Liste             | Voix         | %            | Voix        | %           | CM     | CC     |
| ------------------------ | ----------------- | ----------------- | ------------ | ------------ | ----------- | ----------- | ------ | ------ |
|                          | Jean Rottner *    | UMP               | 10 406       | 42,16        | 12 171      | 45,77       | 41     | 26     |
|                          | Pierre Freyburger | PS-PRG-EELV-MoDem | 7 747        | 31,39        | 9 751       | 36,67       | 10     | 7      |
|                          | Martine Binder    | FN                | 5 392        | 21,85        | 4 667       | 17,55       | 4      | 3      |
|                          | Aline Parmentier  | FG                | 754          | 3,05         |             |             |        |        |
|                          | Julien Wostyn     | LO                | 378          | 1,53         |             |             |        |        |
|                          |                   |                   |              |              |             |             |        |        |
| Inscrits                 | Inscrits          | Inscrits          | 55 628       | 100,00       | 55 628      | 100,00      |        |        |
| Abstentions              | Abstentions       | Abstentions       | 29 609       | 53,23        | 27 929      | 50,21       |        |        |
| Votants                  | Votants           | Votants           | 26 019       | 46,77        | 27 699      | 49,79       |        |        |
| Blancs et nuls           | Blancs et nuls    | Blancs et nuls    | 1 342        | 5,16         | 1 110       | 4,01        |        |        |
| Exprimés                 | Exprimés          | Exprimés          | 24 677       | 94,84        | 26 589      | 95,99       |        |        |
| * Liste du maire sortant |                   |                   |              |              |             |             |        |        |

### Munster
- Maire sortant : Pierre Dischinger (DVD)
- 27 sièges à pourvoir au conseil municipal (population légale 2011 : 4 864 habitants)
- 7 sièges à pourvoir au conseil communautaire (CC de la Vallée de Munster)

|                          | Pierre Dischinger * | DVD            | 1026  | 50,12  | 21 | 6 |  |  |
|                          | Hubert Zeyssolff    | UDI            | 366   | 17,87  | 2  | 1 |  |  |
|                          | Mathieu Dischinger  | DVD            | 338   | 16,51  | 2  |   |  |  |
|                          | Serge Jaeggy        | DVG            | 317   | 15,48  | 2  |   |  |  |
|                          |                     |                |       |        |    |   |  |  |
| Inscrits                 | Inscrits            | Inscrits       | 3 469 | 100,00 |    |   |  |  |
| Abstentions              | Abstentions         | Abstentions    | 1 352 | 38,97  |    |   |  |  |
| Votants                  | Votants             | Votants        | 2 117 | 61,03  |    |   |  |  |
| Blancs et nuls           | Blancs et nuls      | Blancs et nuls | 70    | 3,31   |    |   |  |  |
| Exprimés                 | Exprimés            | Exprimés       | 2 047 | 96,69  |    |   |  |  |
| * Liste du maire sortant |                     |                |       |        |    |   |  |  |

### Orbey
- Maire sortant : Guy Jacquey
- 27 sièges à pourvoir au conseil municipal (population légale 2011 : 3 638 habitants)
- 4 sièges à pourvoir au conseil communautaire (CC de la Vallée de Kaysersberg)

|                          | Guy Jacquey *  | DVD            | 1 369 | 71,11  | 23 | 4 |  |  |
|                          | Bernard Juchs  | SE             | 556   | 28,88  | 4  |   |  |  |
|                          |                |                |       |        |    |   |  |  |
| Inscrits                 | Inscrits       | Inscrits       | 2 769 | 100,00 |    |   |  |  |
| Abstentions              | Abstentions    | Abstentions    | 786   | 28,39  |    |   |  |  |
| Votants                  | Votants        | Votants        | 1 983 | 71,61  |    |   |  |  |
| Blancs et nuls           | Blancs et nuls | Blancs et nuls | 58    | 2,92   |    |   |  |  |
| Exprimés                 | Exprimés       | Exprimés       | 1 925 | 97,08  |    |   |  |  |
| * Liste du maire sortant |                |                |       |        |    |   |  |  |

### Pfastatt
- Maire sortant : Francis Hillmeyer (UDI)
- 29 sièges à pourvoir au conseil municipal (population légale 2011 : 9 111 habitants)
- 3 sièges à pourvoir au conseil communautaire (CA Mulhouse Alsace Agglomération)

|                          | Francis Hillmeyer * | DVD            | 2 468 | 77,65  | 26 | 3 |  |  |
|                          | Pierre Peter        | PCF            | 710   | 22,34  | 3  |   |  |  |
|                          |                     |                |       |        |    |   |  |  |
| Inscrits                 | Inscrits            | Inscrits       | 7 001 | 100,00 |    |   |  |  |
| Abstentions              | Abstentions         | Abstentions    | 3 598 | 51,39  |    |   |  |  |
| Votants                  | Votants             | Votants        | 3 403 | 48,61  |    |   |  |  |
| Blancs et nuls           | Blancs et nuls      | Blancs et nuls | 225   | 6,61   |    |   |  |  |
| Exprimés                 | Exprimés            | Exprimés       | 3 178 | 93,39  |    |   |  |  |
| * Liste du maire sortant |                     |                |       |        |    |   |  |  |

### Ribeauvillé
- Maire sortant : Jean-Louis Christ (UMP)
- 27 sièges à pourvoir au conseil municipal (population légale 2011 : 4 841 habitants)
- 6 sièges à pourvoir au conseil communautaire (CC du Pays de Ribeauvillé)

|                          | Jean-Louis Christ * | UMP            | 1 583 | 100,00 | 27 | 6 |  |  |
|                          |                     |                |       |        |    |   |  |  |
| Inscrits                 | Inscrits            | Inscrits       | 3 606 | 100,00 |    |   |  |  |
| Abstentions              | Abstentions         | Abstentions    | 1 620 | 44,93  |    |   |  |  |
| Votants                  | Votants             | Votants        | 1 986 | 55,07  |    |   |  |  |
| Blancs et nuls           | Blancs et nuls      | Blancs et nuls | 403   | 20,29  |    |   |  |  |
| Exprimés                 | Exprimés            | Exprimés       | 1 583 | 79,71  |    |   |  |  |
| * Liste du maire sortant |                     |                |       |        |    |   |  |  |

### Richwiller
- Maire sortant : Vincent Hagenbach
- 27 sièges à pourvoir au conseil municipal (population légale 2011 : 3 521 habitants)
- 1 sièges à pourvoir au conseil communautaire (CA Mulhouse Alsace Agglomération)

|                          | Vincent Hagenbach * | DVD            | 1 441 | 100,00 | 27 | 1 |  |  |
|                          |                     |                |       |        |    |   |  |  |
| Inscrits                 | Inscrits            | Inscrits       | 2 972 | 100,00 |    |   |  |  |
| Abstentions              | Abstentions         | Abstentions    | 1 389 | 46,74  |    |   |  |  |
| Votants                  | Votants             | Votants        | 1 583 | 53,26  |    |   |  |  |
| Blancs et nuls           | Blancs et nuls      | Blancs et nuls | 142   | 8,97   |    |   |  |  |
| Exprimés                 | Exprimés            | Exprimés       | 1 441 | 91,03  |    |   |  |  |
| * Liste du maire sortant |                     |                |       |        |    |   |  |  |

### Riedisheim
- Maire sortant : Monique Karr (DVD)
- 33 sièges à pourvoir au conseil municipal (population légale 2011 : 12 180 habitants)
- 4 sièges à pourvoir au conseil communautaire (CA Mulhouse Alsace Agglomération)

| Tête de liste  | Tête de liste  | Liste          | Premier tour | Premier tour | Second tour | Second tour | Sièges | Sièges |
| Tête de liste  | Tête de liste  | Liste          | Voix         | %            | Voix        | %           | CM     | CC     |
| -------------- | -------------- | -------------- | ------------ | ------------ | ----------- | ----------- | ------ | ------ |
|                | Hubert Nemett  | DVD            | 1 801        | 38,40        | 2 175       | 45,94       | 25     | 3      |
|                | Raymond Hirtz  | UDI            | 1 056        | 22,51        | 1 509       | 31,87       | 5      | 1      |
|                | Loïc Richard   | SE             | 936          | 19,95        | 1 050       | 22,17       | 3      |        |
|                | Paul Schmidt   | UMP            | 897          | 19,12        |             |             |        |        |
|                |                |                |              |              |             |             |        |        |
| Inscrits       | Inscrits       | Inscrits       | 9 402        | 100,00       | 9 402       | 100,00      |        |        |
| Abstentions    | Abstentions    | Abstentions    | 4 355        | 46,32        | 4 413       | 46,94       |        |        |
| Votants        | Votants        | Votants        | 5 047        | 53,68        | 4 989       | 53,06       |        |        |
| Blancs et nuls | Blancs et nuls | Blancs et nuls | 357          | 7,07         | 255         | 5,11        |        |        |
| Exprimés       | Exprimés       | Exprimés       | 4 690        | 92,93        | 4 734       | 94,89       |        |        |

### Rixheim
- Maire sortant : Olivier Becht (SE)
- 33 sièges à pourvoir au conseil municipal (population légale 2011 : 13 145 habitants)
- 4 sièges à pourvoir au conseil communautaire (CA Mulhouse Alsace Agglomération)

|                          | Olivier Becht * | DVD            | 4 486  | 100,00 | 33 | 4 |  |  |
|                          |                 |                |        |        |    |   |  |  |
| Inscrits                 | Inscrits        | Inscrits       | 10 774 | 100,00 |    |   |  |  |
| Abstentions              | Abstentions     | Abstentions    | 5 849  | 54,29  |    |   |  |  |
| Votants                  | Votants         | Votants        | 4 925  | 45,71  |    |   |  |  |
| Blancs et nuls           | Blancs et nuls  | Blancs et nuls | 439    | 8,91   |    |   |  |  |
| Exprimés                 | Exprimés        | Exprimés       | 4 486  | 91,09  |    |   |  |  |
| * Liste du maire sortant |                 |                |        |        |    |   |  |  |

### Rouffach
- Maire sortant : Jean-Pierre Toucas (UMP)
- 27 sièges à pourvoir au conseil municipal (population légale 2011 : 4 537 habitants)
- 10 sièges à pourvoir au conseil communautaire (CC Pays de Rouffach, Vignobles et Châteaux)

| Tête de liste            | Tête de liste        | Liste          | Premier tour | Premier tour | Second tour | Second tour | Sièges | Sièges |
| Tête de liste            | Tête de liste        | Liste          | Voix         | %            | Voix        | %           | CM     | CC     |
| ------------------------ | -------------------- | -------------- | ------------ | ------------ | ----------- | ----------- | ------ | ------ |
|                          | Jean-Pierre Toucas * | UMP            | 1 048        | 48,42        | 1 192       | 52,21       | 21     | 8      |
|                          | Hubert Ott           | MoDem          | 752          | 34,75        | 1 091       | 47,78       | 6      | 2      |
|                          | Thierry Bendele      | SE             | 364          | 16,82        |             |             |        |        |
|                          |                      |                |              |              |             |             |        |        |
| Inscrits                 | Inscrits             | Inscrits       | 3 064        | 100,00       | 3 064       | 100,00      |        |        |
| Abstentions              | Abstentions          | Abstentions    | 856          | 27,94        | 734         | 23,96       |        |        |
| Votants                  | Votants              | Votants        | 2 208        | 72,06        | 2 330       | 76,04       |        |        |
| Blancs et nuls           | Blancs et nuls       | Blancs et nuls | 44           | 1,99         | 47          | 2,02        |        |        |
| Exprimés                 | Exprimés             | Exprimés       | 2 164        | 98,01        | 2 283       | 97,98       |        |        |
| * Liste du maire sortant |                      |                |              |              |             |             |        |        |

### Saint-Louis
- Maire sortant : Jean-Marie Zoellé (DVD)
- 35 sièges à pourvoir au conseil municipal (population légale 2011 : 20 294 habitants)
- 16 sièges à pourvoir au conseil communautaire (CA Saint-Louis Agglomération)

|                          | Jean-Marie Zoellé *   | DVD            | 3 899  | 79,91  | 32 | 15 |  |  |
|                          | Nawal Feghoul-Ferhati | DVG            | 980    | 20,08  | 3  | 1  |  |  |
|                          |                       |                |        |        |    |    |  |  |
| Inscrits                 | Inscrits              | Inscrits       | 11 082 | 100,00 |    |    |  |  |
| Abstentions              | Abstentions           | Abstentions    | 5 939  | 53,59  |    |    |  |  |
| Votants                  | Votants               | Votants        | 5 143  | 46,41  |    |    |  |  |
| Blancs et nuls           | Blancs et nuls        | Blancs et nuls | 264    | 5,13   |    |    |  |  |
| Exprimés                 | Exprimés              | Exprimés       | 4 879  | 94,87  |    |    |  |  |
| * Liste du maire sortant |                       |                |        |        |    |    |  |  |

### Sainte-Marie-aux-Mines
- Maire sortant : Claude Abel (SE)
- 29 sièges à pourvoir au conseil municipal (population légale 2011 : 5 387 habitants)
- 6 sièges à pourvoir au conseil communautaire (CC du Val d'Argent)

|                          | Claude Abel *   | SE             | 1 413 | 70,01  | 25 | 5 |  |  |
|                          | Nadège Florentz | DVG            | 605   | 29,98  | 4  | 1 |  |  |
|                          |                 |                |       |        |    |   |  |  |
| Inscrits                 | Inscrits        | Inscrits       | 3 326 | 100,00 |    |   |  |  |
| Abstentions              | Abstentions     | Abstentions    | 1 185 | 35,63  |    |   |  |  |
| Votants                  | Votants         | Votants        | 2 141 | 64,37  |    |   |  |  |
| Blancs et nuls           | Blancs et nuls  | Blancs et nuls | 123   | 5,74   |    |   |  |  |
| Exprimés                 | Exprimés        | Exprimés       | 2 018 | 94,26  |    |   |  |  |
| * Liste du maire sortant |                 |                |       |        |    |   |  |  |

### Sausheim
- Maire sortant : Daniel Bux
- 29 sièges à pourvoir au conseil municipal (population légale 2011 : 5 463 habitants)
- 1 sièges à pourvoir au conseil communautaire (CA Mulhouse Alsace Agglomération)

|                          | Daniel Bux *   | DVD            | 1 826 | 100,00 | 29 | 1 |  |  |
|                          |                |                |       |        |    |   |  |  |
| Inscrits                 | Inscrits       | Inscrits       | 4 097 | 100,00 |    |   |  |  |
| Abstentions              | Abstentions    | Abstentions    | 1 822 | 44,47  |    |   |  |  |
| Votants                  | Votants        | Votants        | 2 275 | 55,53  |    |   |  |  |
| Blancs et nuls           | Blancs et nuls | Blancs et nuls | 449   | 19,74  |    |   |  |  |
| Exprimés                 | Exprimés       | Exprimés       | 1 826 | 80,26  |    |   |  |  |
| * Liste du maire sortant |                |                |       |        |    |   |  |  |

### Sierentz
- Maire sortant : Jean-Marie Belliard
- 23 sièges à pourvoir au conseil municipal (population légale 2011 : 3 170 habitants)
- 7 sièges à pourvoir au conseil communautaire (CA Saint-Louis Agglomération)

|                          | Jean-Marie Belliard * | DVD            | 745   | 100,00 | 23 | 7 |  |  |
|                          |                       |                |       |        |    |   |  |  |
| Inscrits                 | Inscrits              | Inscrits       | 2 164 | 100,00 |    |   |  |  |
| Abstentions              | Abstentions           | Abstentions    | 1 202 | 55,55  |    |   |  |  |
| Votants                  | Votants               | Votants        | 962   | 44,45  |    |   |  |  |
| Blancs et nuls           | Blancs et nuls        | Blancs et nuls | 217   | 22,56  |    |   |  |  |
| Exprimés                 | Exprimés              | Exprimés       | 745   | 77,44  |    |   |  |  |
| * Liste du maire sortant |                       |                |       |        |    |   |  |  |

### Soultz-Haut-Rhin
- Maire sortant : Thomas Birgaentzlé (UDI)
- 29 sièges à pourvoir au conseil municipal (population légale 2011 : 7 238 habitants)
- 7 sièges à pourvoir au conseil communautaire (CC de la Région de Guebwiller)

| Tête de liste  | Tête de liste  | Liste          | Premier tour | Premier tour | Second tour | Second tour | Sièges | Sièges |
| Tête de liste  | Tête de liste  | Liste          | Voix         | %            | Voix        | %           | CM     | CC     |
| -------------- | -------------- | -------------- | ------------ | ------------ | ----------- | ----------- | ------ | ------ |
|                | Denis Meyer    | DVG            | 904          | 28,53        | 1 194       | 35,72       | 20     | 5      |
|                | Antoine Sette  | UDI            | 839          | 26,48        | 913         | 27,31       | 4      | 1      |
|                | Francis Zug    | UDI            | 813          | 25,66        | 814         | 24,35       | 3      | 1      |
|                | Marion Wagner  | SE             | 612          | 19,31        | 421         | 12,59       | 2      |        |
|                |                |                |              |              |             |             |        |        |
| Inscrits       | Inscrits       | Inscrits       | 4 930        | 100,00       | 4 930       | 100,00      |        |        |
| Abstentions    | Abstentions    | Abstentions    | 1 642        | 33,31        | 1 509       | 30,61       |        |        |
| Votants        | Votants        | Votants        | 3 288        | 66,69        | 3 421       | 69,39       |        |        |
| Blancs et nuls | Blancs et nuls | Blancs et nuls | 120          | 3,65         | 79          | 2,31        |        |        |
| Exprimés       | Exprimés       | Exprimés       | 3 168        | 96,35        | 3 342       | 97,69       |        |        |

### Staffelfelden
- Maire sortant : Stanislas Pilarz
- 27 sièges à pourvoir au conseil municipal (population légale 2011 : 3 683 habitants)
- 1 sièges à pourvoir au conseil communautaire (CA Mulhouse Alsace Agglomération)

| Tête de liste            | Tête de liste      | Liste          | Premier tour | Premier tour | Second tour | Second tour | Sièges | Sièges |
| Tête de liste            | Tête de liste      | Liste          | Voix         | %            | Voix        | %           | CM     | CC     |
| ------------------------ | ------------------ | -------------- | ------------ | ------------ | ----------- | ----------- | ------ | ------ |
|                          | Thierry Belloni    | DVG            | 811          | 42,59        | 984         | 47,97       | 20     | 1      |
|                          | Stanislas Pilarz * | DVG            | 775          | 40,70        | 864         | 42,12       | 6      |        |
|                          | Jean Paul Meyer    | UDI            | 318          | 16,70        | 203         | 9,89        | 1      |        |
|                          |                    |                |              |              |             |             |        |        |
| Inscrits                 | Inscrits           | Inscrits       | 3 090        | 100,00       | 3 090       | 100,00      |        |        |
| Abstentions              | Abstentions        | Abstentions    | 1 125        | 36,41        | 1 021       | 33,04       |        |        |
| Votants                  | Votants            | Votants        | 1 965        | 63,59        | 2 069       | 66,96       |        |        |
| Blancs et nuls           | Blancs et nuls     | Blancs et nuls | 61           | 3,10         | 18          | 0,87        |        |        |
| Exprimés                 | Exprimés           | Exprimés       | 1 904        | 96,90        | 2 051       | 99,13       |        |        |
| * Liste du maire sortant |                    |                |              |              |             |             |        |        |

### Thann
- Maire sortant : Jean-Pierre Baeumler (PS)
- 29 sièges à pourvoir au conseil municipal (population légale 2011 : 7 930 habitants)
- 10 sièges à pourvoir au conseil communautaire (CC de Thann-Cernay)

|                | Romain Luttringer | UDI            | 1 946 | 68,06  | 25 | 9 |  |  |
|                | Vincent Bilger    | DVG            | 913   | 31,93  | 4  | 1 |  |  |
|                |                   |                |       |        |    |   |  |  |
| Inscrits       | Inscrits          | Inscrits       | 5 428 | 100,00 |    |   |  |  |
| Abstentions    | Abstentions       | Abstentions    | 2 306 | 42,48  |    |   |  |  |
| Votants        | Votants           | Votants        | 3 122 | 57,52  |    |   |  |  |
| Blancs et nuls | Blancs et nuls    | Blancs et nuls | 263   | 8,42   |    |   |  |  |
| Exprimés       | Exprimés          | Exprimés       | 2 859 | 91,58  |    |   |  |  |

### Turckheim
- Maire sortant : Jean-Marie Balduf
- 27 sièges à pourvoir au conseil municipal (population légale 2011 : 3 731 habitants)
- 4 sièges à pourvoir au conseil communautaire (CA Colmar Agglomération)

|                          | Jean-Marie Balduf * | UMP            | 1 254 | 100,00 | 27 | 4 |  |  |
|                          |                     |                |       |        |    |   |  |  |
| Inscrits                 | Inscrits            | Inscrits       | 3 079 | 100,00 |    |   |  |  |
| Abstentions              | Abstentions         | Abstentions    | 1 550 | 50,34  |    |   |  |  |
| Votants                  | Votants             | Votants        | 1 529 | 49,66  |    |   |  |  |
| Blancs et nuls           | Blancs et nuls      | Blancs et nuls | 275   | 17,99  |    |   |  |  |
| Exprimés                 | Exprimés            | Exprimés       | 1 254 | 82,01  |    |   |  |  |
| * Liste du maire sortant |                     |                |       |        |    |   |  |  |

### Village-Neuf
- Maire sortant : Bernard Tritsch
- 27 sièges à pourvoir au conseil municipal (population légale 2011 : 3 765 habitants)
- 4 sièges à pourvoir au conseil communautaire (CA Saint-Louis Agglomération)

|                          | Bernard Tritsch * | UDI            | 984   | 57,88  | 22 | 3 |  |  |
|                          | Sébastien Moser   | DVD            | 716   | 42,11  | 5  | 1 |  |  |
|                          |                   |                |       |        |    |   |  |  |
| Inscrits                 | Inscrits          | Inscrits       | 2 761 | 100,00 |    |   |  |  |
| Abstentions              | Abstentions       | Abstentions    | 1 023 | 37,05  |    |   |  |  |
| Votants                  | Votants           | Votants        | 1 738 | 62,95  |    |   |  |  |
| Blancs et nuls           | Blancs et nuls    | Blancs et nuls | 38    | 2,19   |    |   |  |  |
| Exprimés                 | Exprimés          | Exprimés       | 1 700 | 97,81  |    |   |  |  |
| * Liste du maire sortant |                   |                |       |        |    |   |  |  |

### Wintzenheim
- Maire sortant : Serge Nicole (SE)
- 29 sièges à pourvoir au conseil municipal (population légale 2011 : 7 573 habitants)
- 6 sièges à pourvoir au conseil communautaire (CA Colmar Agglomération)

|                          | Serge Nicole * | DVD            | 2 439 | 70,40  | 25 | 5 |  |  |
|                          | Guy Daesslé    | DVD            | 1 025 | 29,59  | 4  | 1 |  |  |
|                          |                |                |       |        |    |   |  |  |
| Inscrits                 | Inscrits       | Inscrits       | 5 878 | 100,00 |    |   |  |  |
| Abstentions              | Abstentions    | Abstentions    | 2 235 | 38,02  |    |   |  |  |
| Votants                  | Votants        | Votants        | 3 643 | 61,98  |    |   |  |  |
| Blancs et nuls           | Blancs et nuls | Blancs et nuls | 179   | 4,91   |    |   |  |  |
| Exprimés                 | Exprimés       | Exprimés       | 3 464 | 95,09  |    |   |  |  |
| * Liste du maire sortant |                |                |       |        |    |   |  |  |

### Wittelsheim
- Maire sortant : Denis Riesemann (UMP)
- 33 sièges à pourvoir au conseil municipal (population légale 2011 : 10 335 habitants)
- 3 sièges à pourvoir au conseil communautaire (CA Mulhouse Alsace Agglomération)

| Tête de liste            | Tête de liste        | Liste          | Premier tour | Premier tour | Second tour | Second tour | Sièges | Sièges |
| Tête de liste            | Tête de liste        | Liste          | Voix         | %            | Voix        | %           | CM     | CC     |
| ------------------------ | -------------------- | -------------- | ------------ | ------------ | ----------- | ----------- | ------ | ------ |
|                          | Denis Riesemann *    | UDI            | 2 009        | 39,41        | 2 587       | 49,71       | 8      | 1      |
|                          | Yves Goepfert        | DVD            | 1 444        | 28,33        | 2 617       | 50,28       | 25     | 2      |
|                          | Jean-François Mann   | UDI            | 1 277        | 25,05        |             |             |        |        |
|                          | Marie-Jeanne Taureau | PS             | 367          | 7,20         |             |             |        |        |
|                          |                      |                |              |              |             |             |        |        |
| Inscrits                 | Inscrits             | Inscrits       | 8 580        | 100,00       | 8 580       | 100,00      |        |        |
| Abstentions              | Abstentions          | Abstentions    | 3 340        | 38,93        | 3 231       | 37,66       |        |        |
| Votants                  | Votants              | Votants        | 5 240        | 61,07        | 5 349       | 62,34       |        |        |
| Blancs et nuls           | Blancs et nuls       | Blancs et nuls | 143          | 2,73         | 145         | 2,71        |        |        |
| Exprimés                 | Exprimés             | Exprimés       | 5 097        | 97,27        | 5 204       | 97,29       |        |        |
| * Liste du maire sortant |                      |                |              |              |             |             |        |        |

### Wittenheim
- Maire sortant : Antoine Homé (PS)
- 33 sièges à pourvoir au conseil municipal (population légale 2011 : 14 262 habitants)
- 4 sièges à pourvoir au conseil communautaire (CA Mulhouse Alsace Agglomération)

| Tête de liste            | Tête de liste    | Liste          | Premier tour | Premier tour | Second tour | Second tour | Sièges | Sièges |
| Tête de liste            | Tête de liste    | Liste          | Voix         | %            | Voix        | %           | CM     | CC     |
| ------------------------ | ---------------- | -------------- | ------------ | ------------ | ----------- | ----------- | ------ | ------ |
|                          | Antoine Homé *   | PS             | 2 569        | 44,29        | 2 886       | 47,75       | 25     | 3      |
|                          | Philippe Duffau  | UDI            | 2 121        | 36,56        | 2 284       | 37,79       | 6      | 1      |
|                          | Patrick Pichenel | UMP            | 1 110        | 19,13        | 873         | 14,44       | 2      |        |
|                          |                  |                |              |              |             |             |        |        |
| Inscrits                 | Inscrits         | Inscrits       | 10 467       | 100,00       | 10 468      | 100,00      |        |        |
| Abstentions              | Abstentions      | Abstentions    | 4 427        | 42,29        | 4 238       | 40,49       |        |        |
| Votants                  | Votants          | Votants        | 6 040        | 57,71        | 6 230       | 59,51       |        |        |
| Blancs et nuls           | Blancs et nuls   | Blancs et nuls | 240          | 3,97         | 187         | 3,00        |        |        |
| Exprimés                 | Exprimés         | Exprimés       | 5 800        | 96,03        | 6 043       | 97,00       |        |        |
| * Liste du maire sortant |                  |                |              |              |             |             |        |        |